# Hermocrate (Platon)
Pour les articles homonymes, voir Hermocrate (homonymie).
Hermocrate (/hɜːrˈmɒkrəˌtiːz/ ; en grec ancien : Ἑρμοκράτης) est un dialogue hypothétique de Platon qui devait être la troisième et la dernière partie d'une trilogie regroupant le Timée et le Critias. Certains historiens pensent que Platon avait projeté de l'écrire mais ne l'a jamais fait. D'autres pensent qu'il existe mais a été perdu à l'instar de la fin du Critias.
Hermocrate, personnage identifié comme le fils d'Hermon, est présent dans le Timée et le Critias mais n'intervient que très peu dans les dialogues,. Timée parle brièvement de l'Atlantide puis de la formation et du fonctionnement du cosmos dans le Timée. Critias, dans le Critias, parle plus en détail du fonctionnement de la société atlante jusqu'à une guerre avec les dieux qui est le dernier passage du texte, le reste étant manquant. Hermocrate devait vraisemblablement continuer la partie sur l'Atlantide et détailler encore plus le sujet du fonctionnement d'une société.

## Survie éventuelle du dialogue
Émile Chambry rappelle que Platon avait déjà laissé inachevé sa série du Théétète, Sophiste, Politique et du Philosophe (dialogue qu'il ne fit jamais). Il n'est donc pas impossible qu'il ait fait de même avec cette trilogie. L'helléniste rappelle que dès l'antiquité on a supposé que Platon avait abandonné ce volet pour écrire Les Lois, conçu à la même période que le Timée et le Critias. La suite logique du Critias était de parler de la constitution idéale, sujet évoqué dans Les Lois. Autrement dit Les Lois correspondrait à l’Hermocrate ; Émile Chambry considère que « la supposition est vraisemblable ».